# Tartagal

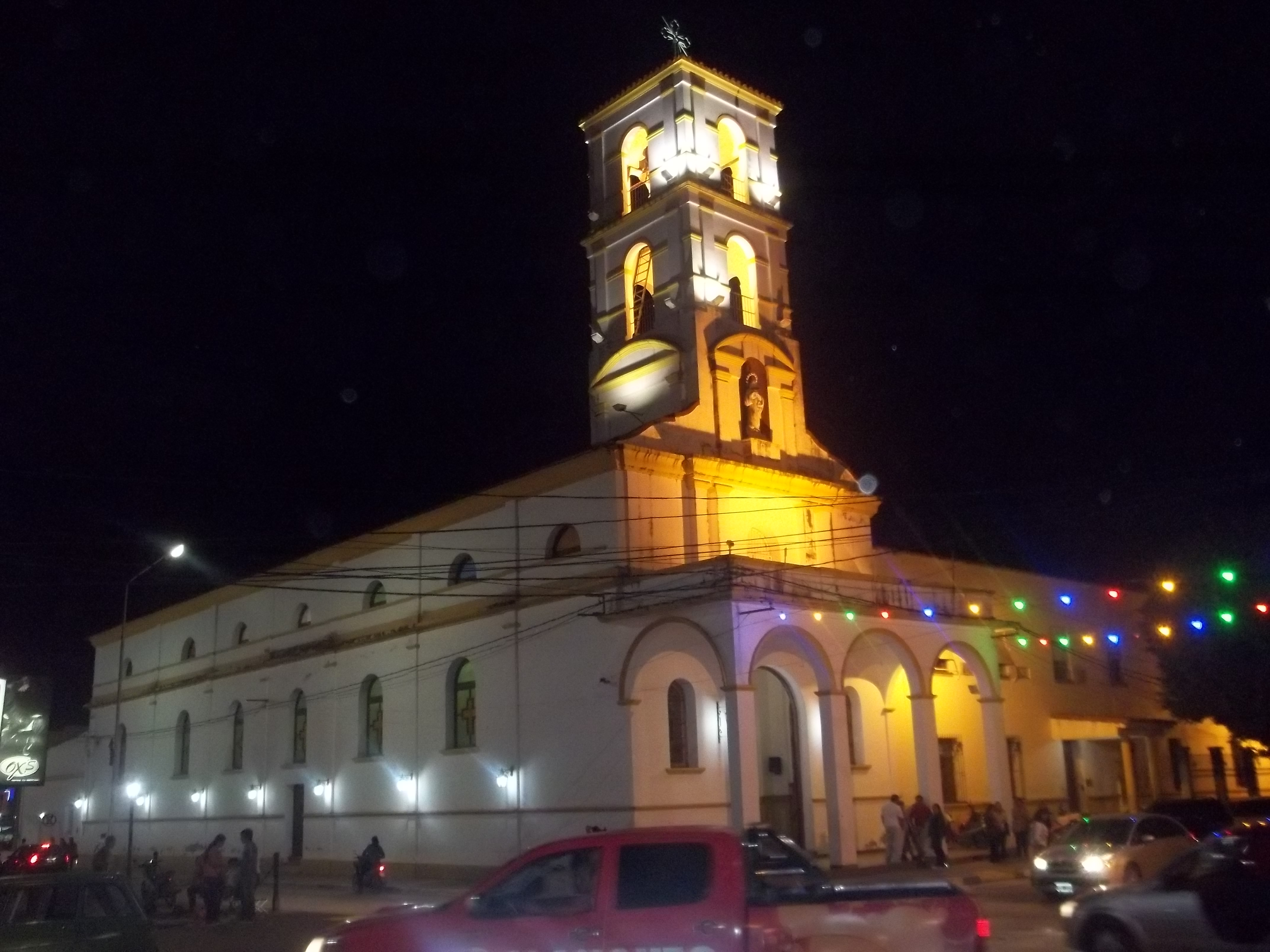
Katholische Kirche in Tartagal

Tartagal ist eine Stadt im Departamento General José de San Martín in der Provinz Salta im nordwestlichen Argentinien, nahe der Grenze zu Bolivien. Sie hat 60.585 Einwohner (Stand 2001, INDEC) und ist damit die zweitgrößte Stadt der Provinz. Sie liegt in einem Waldgebiet mit subtropischem Klima.

## Bevölkerung
In Tartagal leben viele Nachkommen verschiedener Indianerstämme, die jeweils in eigenen Vierteln sowie in der Umgebung leben, darunter die Chiriguano, Chané, Wichí, Chulupí sowie die Chorote.

## Wirtschaft
Die Wirtschaft basiert vor allem auf der tropischen Landwirtschaft und der Agrarindustrie.

### Erdöl
Anfang des 20. Jahrhunderts wurde Erdöl entdeckt. Zirka 25 Prozent der Erdölproduktion und etwa 16 Prozent der Erdgasproduktion Argentiniens haben hier ihren Ursprung. Nach 1926 zogen Arbeiter in diese Zone und trugen somit zum beschleunigten Bevölkerungswachstum Tartagals bei. Die nationale Erdölgesellschaft Yacimientos Petrolíferos Fiscales (YPF) stellte für ihre Beschäftigten Wohnraum zur Verfügung, baute Schulen für deren Kinder und zahlte Urlaubsgeld.
1992 entschied die Regierung von Carlos Menem die Erschließung, Förderung und den Export von Erdöl und Erdgas zu privatisieren. In der Folge gingen die Rechte an den spanischen Konzern Repsol über. Tartagal wurde Bühne gewalttätiger sozialer Auseinandersetzungen, als im Zuge der Privatisierung etwa 90 Prozent der ehemals staatlich angestellten YPF-Arbeiter entlassen wurden.